# Unterseeboot U-56 (1916)
Pour les autres navires du même nom, voir Unterseeboot 56.
L'Unterseeboot U-56 est l’un des 329 sous-marins servant dans la Kaiserliche Marine pendant la Première Guerre mondiale. L'U-56 a été engagé dans la guerre navale et a pris part à la première bataille de l'Atlantique.
Le 2 novembre 1916, l'U-56 est attaqué par des tirs du destroyer Grozovoi de la marine impériale russe au large de l’île de Khorne, en Norvège, près de Vardø. L'U-56 survécut à cette attaque. Il déposa à terre à Lodsvik l’équipage du navire marchand norvégien Ivanhoe à 7 h 45 le 3 novembre 1916. Les marins norvégiens étaient à bord du navire lors de l’action de la veille et leur description correspond au récit des Russes.

## Affectations
- IIe flottille : du 18 juin au 3 novembre 1916.

## Commandants
- Kapitänleutnant Hermann Lorenz[2] : du 24 février au 3 novembre 1916.

## Navires coulés
| Date            | Nom                     | Nationalité  | Tonnage | Destin. |
| --------------- | ----------------------- | ------------ | ------- | ------- |
| 22 octobre 1916 | Theodosi Tschernigowski | Empire russe | 327     | Coulé   |
| 23 octobre 1916 | Rensfjell               | Norvège      | 781     | Coulé   |
| 25 octobre 1916 | Dag                     | Norvège      | 963     | Coulé   |
| 26 octobre 1916 | Oola                    | Royaume-Uni  | 2,494   | Coulé   |
| 1 novembre 1916 | Ivanhoe                 | Norvège      | 1136    | Coulé   |